# Trichomycterus chaberti
Trichomycterus chaberti es una especie de peces de la familia Trichomycteridae en el orden de los Siluriformes.

## Morfología
• Los machos pueden llegar alcanzar los 11,5 cm de longitud total.

## Distribución geográfica
Es un endemismo de Bolivia, encontrados dentro de la caverna de Umajalanta en el parque nacional Toro Toro.